# Katoliška dežela Marke
Katoliška dežela Marke je skupno ime za škofije in nadškofije v istoimenski italijanski deželi Marke (Regione Marche). Obsega sledečih 13 škofij: nadškofija Pesaro, škofiji Senigallia, Jesi, nadškofija Ancona-Osimo, škofiji Loreto, Macerata-Tolentino-Recanati-Cingoli-Treja, nadškofija Fermo, škofiji Ascoli Piceno, San Benedetto del Tronto-Ripatransone-Montalto, nadškofija Camerino-San Severino Marche, škofiji Fabriano-Matelica, Fano-Fossombrone-Cagli-Pergola in nadškofija Urbino-Urbania-Sant'Angelo in Vado.
Po podatkih zbornika Istituto Centrale per il sostentamento del clero 2006 živi na površini 9223 km² skupno 1.456.91o vernikov v 822 župnijah.
Katoliška vera je bila zelo zgodaj sprejeta v tej deželi, ki je bila v starih časih domovina Picenov, a pravi razmah je doživela šele v 4. ali 5. stoletju, ko so bile tudi ustanovljene prve škofije. Pozneje, ko so deželo pustošili barbari, se je ljudstvo zatekalo v samostane in škofovske sedeže, ki so na ta način postopoma prišli tudi do civilne oblasti. V 8. stoletju, po izgonu Langobardov iz ozemlja, sta ga Pipin in Karel Veliki prepustila Cerkvi, ki je od tedaj svojo oblast nad temi kraji stalno utrjevala, dokler ni v 14.stoletju prevzela upravo tudi nad večino mest, največ po zaslugi kardinala Albornoza. Dežela Marke je torej bila v cerkveni lasti vse do leta 1860, ko je bila vključena v Kraljevino Italijo.